# Sephena hijeka
Sephena hijeka är en insektsart som beskrevs av Medler 2000. Sephena hijeka ingår i släktet Sephena och familjen Flatidae. Inga underarter finns listade i Catalogue of Life.